# 미하엘 브란트너

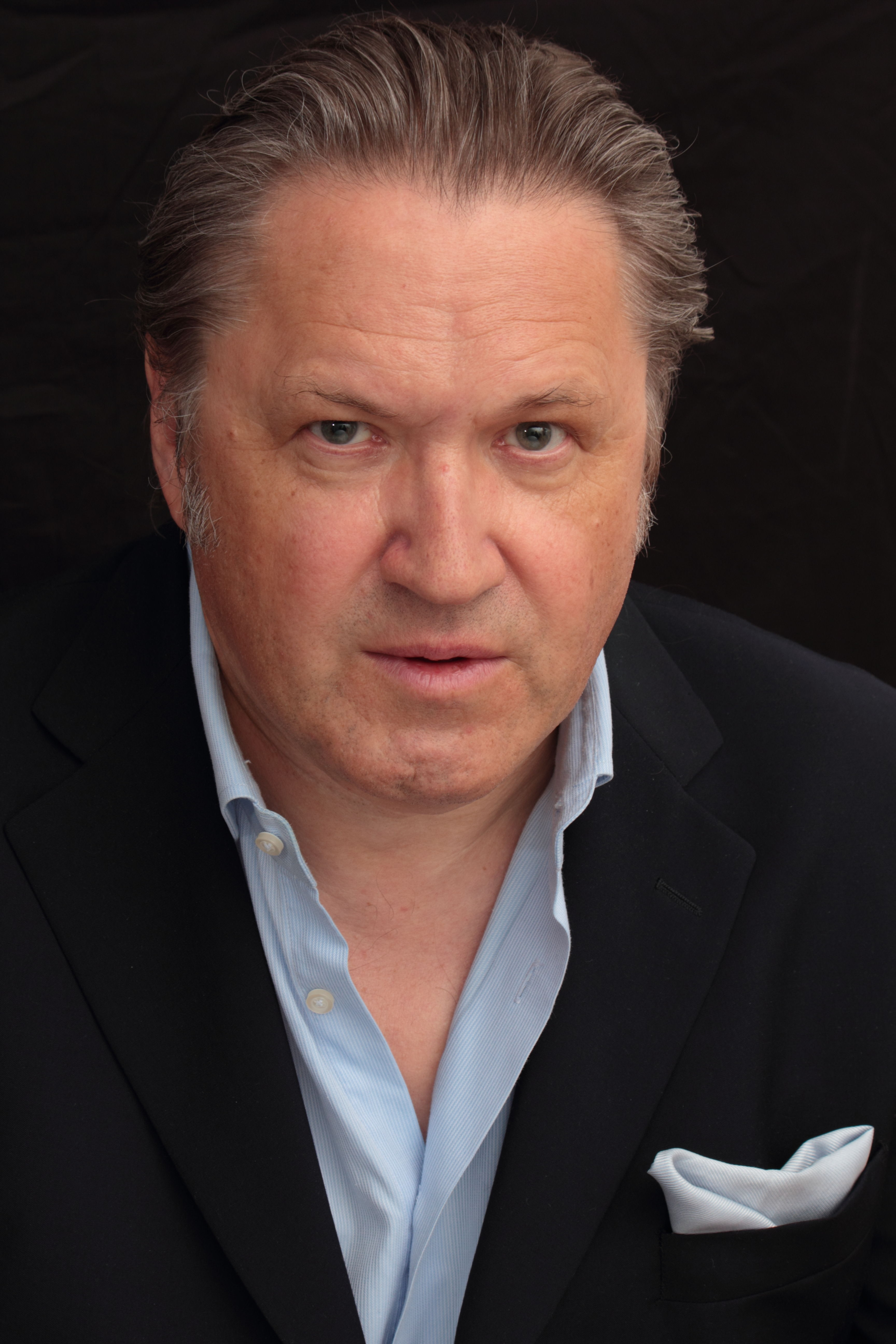

미하엘 브란트너(독일어: Michael Brandner, 1951년 11월 22일 ~ )는 독일의 배우이다.
아우크스부르크에서 태어났다.

## 영화
- 청년 마르크스 (2017년) - 요제프 몰 역
- 모뉴먼츠 맨 : 세기의 작전 (2014년) - 치과의사 역
- 한나를 위한 소나타 (2011년) - 알렉시 역
- 매춘부 한나 (2010년)
- 크래쉬 포인트 (2009년)
- 다운폴 (2004년)